# Салавариета Риос, Поликарпа
Поликарпа Салаварие́та Риос (Салаваррьета, исп. Policarpa Salavarrieta Ríos, также известная как La Pola; 26 января 1795, Гуадуас, Кундинамарка — 14 ноября 1817, Богота) — латиноамериканская революционерка, участница и героиня борьбы за независимость Колумбии.

## Биография
Точная дата и место рождения неизвестны. По наиболее распространенной версии, родилась 24 января 1796 года в городе Гуадуас. В раннем возрасте лишилась родителей. В завещании отца названа Аполонией, имя Поликарпа начала использовать уже в качестве связной-подпольщицы. В поддельном паспорте названа Грегорией Аполонинарией.

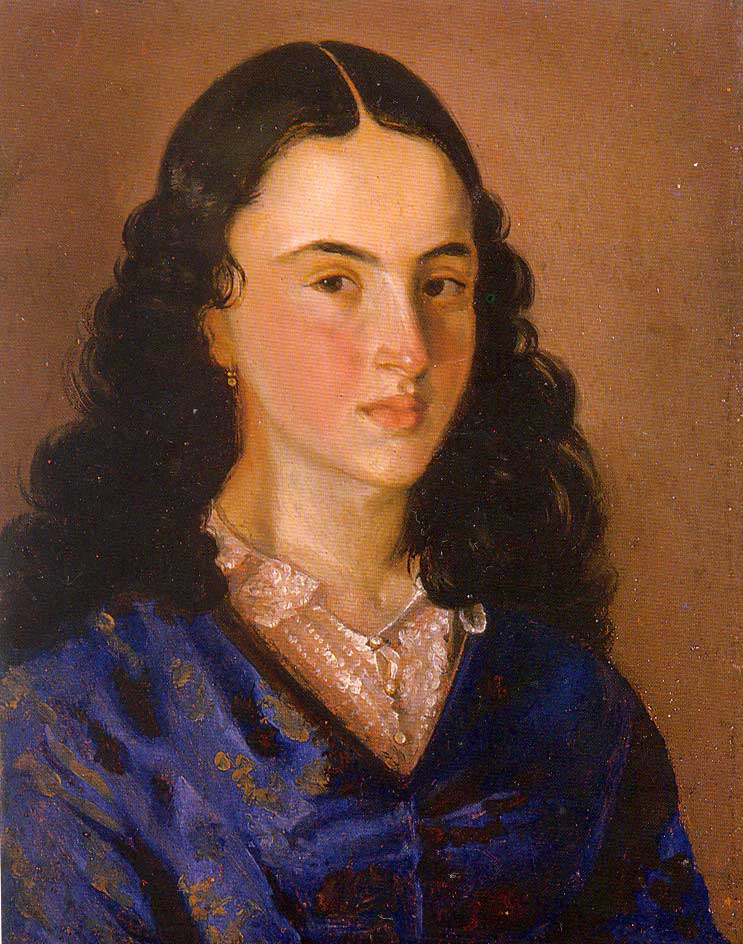
Посмертный портрет Поликарпы Салаварьеты (1855)

Во время войны за независимость оказывала поддержку партизанским отрядам в провинции Касанаре, снабжая их разведывательными данными, и набирая для них добровольцев. Была схвачена вместе со своим братом Бибиано испанскими властями, агентами вице-короля. Несмотря на пытки, отказалась выдать военную тайну. 10 октября Поликарпа, её возлюбленный Алехо Сабараин и ещё шестеро заключённых были приговорены к смерти.
Расстреляна 14 ноября 1817 года на центральной площади Боготы. Перед казнью продолжала проклинать испанцев и подбадривать остальных узников, отказалась становиться на колени перед расстрельной командой и прокричала: «У меня достаточно мужества перенести эту смерть и ещё тысячи их. Не забывайте мой пример». Её братья, монахи-августинцы, добились выдачи им тела и похоронили её по христианскому обряду.
В 1967 году Конгресс Колумбии объявил 14 ноября «Днем колумбийской женщины».